# Эриксен, Эмиль Мариус
Эмиль Мариус Эриксен (норв. Emil Marius Eriksen; 9 декабря 1886, Barbu, Эуст-Агдер или Арендал, Эуст-Агдер — 14 сентября 1950, Осло) — норвежский гимнаст, бронзовый призёр летних Олимпийских игр 1912 года по гимнастике в командном первенстве по шведской системе. После спортивной карьеры занялся бизнесом, открыв собственный спортивный магазин по продаже лыж.
Жена: Биттен Эриксен, дизайнер. Сыновья: Мариус Эриксен-младший, альпинист и военный лётчик; Стейн Эриксен, горнолыжник. Внучка (от Мариуса): Беате Эриксен, актриса.